# Internationale Cricket-Saison 1920/21
Die internationale Cricket-Saison 1920/21 fand zwischen November 1920 und März 1921 statt. Als Wintersaison wurden vorwiegend Heimspiele der Mannschaften aus Südasien, der Karibik und Ozeanien ausgetragen.

## Überblick

### Internationale Touren
| Beginn            | Heimteam   | Auswärtsteam | Resultate | Artikel |
| Beginn            | Heimteam   | Auswärtsteam | Test      | Artikel |
| ----------------- | ---------- | ------------ | --------- | ------- |
| 17. Dezember 1920 | Australien | England      | 5–0 [5]   | Artikel |

## Nationale Meisterschaften
Aufgeführt sind die nationalen Meisterschaften der Full Member des ICC.
| Land       | First-Class              |
| ---------- | ------------------------ |
| Australien | Sheffield Shield 1920/21 |
| Neuseeland | Plunket Shield 1920/21   |
| Südafrika  | Currie Cup 1920/21       |